# Hannah Flodman
Hannah Charlotta Birgitta Flodman, född 14 oktober 1998 i Eskilstuna, är en svensk handbollsspelare (vänsternia).

## Klubbkarriär
Flodman började spela i VästeråsIrsta HF 2015 efter att ha kommit från klubben Gökstens BK . Ungdomskarriären var extremt framgångsrik med 4 medaljer i USM för ungdomsklubben Gökstens BK och 1 medalj för VästeråsIrsta. År 2017 bytte Flodman klubb från Västerås till Lugi. Hon spelade inte så mycket i Lugi i början på säsongen 2017-2018 och gjorde sen debut på grund av knäskada. Hannah Flodman har beskrivits som en av de stora talangerna i svensk handboll. Debutsäsongen i Lugi motsvarade hon inte de förväntningarna vilket framgår av statistiken nedan.
Säsongen 2018-2019  blev bättre med 129 mål och en tredjeplats i skytteligan.  Hon återkom på samma nivå som sista året i Västerås. Även året efter 2019-2020 tillhörde Flodman toppen i skytteligan i SHE. Flodman fortsatte att  vara ojämn och spelade inte bra försvarsspel utan spelade oftast på kanten i försvaret. Då Hannah Flodman lämnade LUGI 2021 för att återvända till VästeråsIrsta hade hon enligt Lugi på fyra säsonger spelat 87 matcher och gjort 400 mål.  Det inkluderar även slutspelsmatcher  och europamatcher vilket framgår av statistiken från SHE nedan. I infomallen till höger tas bara seriematcherna upp. Som framgår av statistiken blev säsongen 2020-2021 ett stort steg tillbaka. Säsongen var skadedrabbad men Flodman fick också spela som högernia i anfall, alltså på fel sida. Flodman beskrev motivet för flytten till Västerås med orden där jag vet att jag har ett förtroende. Hannah Flodman spelade bara ett år i Västerås innan skador tvingade henne att ta timeout från handbollen.

## Ungdomslandslagen
Flodman debuterade i U-17-landslaget den 20 mars 2015 mot Slovakien. Hon spelade sedan i U-17 EM och U-18 VM men inför U-19 EM ådrog hon sig en skada och kunde inte spela i turneringen. Hon har spelat 32 U-landskamper och gjort 120 mål i ungdomslandslaget.
| Säsong    | Klubb          | Antal matcher | Mål | Plats i skytteligan | Mep   |
| --------- | -------------- | ------------- | --- | ------------------- | ----- |
| 2015-2016 | Västerås Irsta | 10            | 36  | 71                  | 22,82 |
| 2016-2017 | Västerås Irsta | 20            | 117 | 6                   | 47,69 |
| 2017-2018 | Lugi HF        | 18            | 43  | 60                  | 16,21 |
| 2018-2019 | Lugi HF        | 20            | 129 | 3                   | 59,53 |
| 2019-2020 | Lugi HF        | 20            | 106 | 6                   | 53,57 |
| 2020-2021 | Lugi HF        | 14            | 32  | 78                  | 10,95 |
| 2021-2022 | Västerås Irsta | 17            | 77  | 20                  | 33,68 |